# Сорошнево (Сосновский сельсовет, Вологодский район)
Сорошнево — деревня в Вологодском районе Вологодской области на реке Ёма.
Входит в состав Сосновского сельского поселения, с точки зрения административно-территориального деления — в Сосновский сельсовет.
Расстояние по автодороге до районного центра Вологды — 28 км, до центра муниципального образования Сосновки — 8,5 км. Ближайшие населённые пункты — Степаново, Медведево, Горбово.
По переписи 2002 года население — 1 человек.